# الشعور الجيد: العلاج الجديد للمزاج (كتاب)
كتاب الشعور الجيد: العلاج الجديد للمزاج (بالإنجليزية: Feeling Good: The New Mood Therapy)‏ هو أحد أشهر الكتب التي كتبها ديفيد بيرنز، نشر لأول مرة في عام 1980، وبجانب كتاب دليل الشعور الجيد الذي بسط وأشهر العلاج السلوكي المعرفي.

## الأصول
نشأ الشعور بالرضا بسبب عدم الرضا عن العلاج الفرويدي التقليدي للاكتئاب. ومن ناحية "معلم بيرنز"، و"آرون تي بيك" (والذي يُعتبر "أب" العلاج المعرفي؛ أما "ألبرت إليس" فيعتبر "الجد")، انتهى على أساس أنه لا يوجد دليل تجريبي على نجاح التحليل النفسي الفرويدي في علاج اكتئاب الأشخاص. وإن فكرة أن المشاعر السلبية مثل الاكتئاب والقلق تثيرها أفكار أو تصورات لها تاريخ طويل، ويعود تاريخها إلى "الفيلسوف اليوناني" إبيكتيتوس، الذي قال إن الناس منزعجون ولكن ليس بالأشياء بل بالطريقة التي نفكر بها.

## الشعبية
بيع من الكتاب أكثر من أربعة ملايين نسخة في الولايات المتحدة، كما نشر في الأرجنتين، وأستراليا، والنمسا، وكندا، والصين، وفرنسا، وألمانيا، والهند، وإندونيسيا، وإيران، وإسرائيل، واليابان، وكوريا، والمكسيك، والنرويج، وبولندا. والبرتغال وإسبانيا ويوغوسلافيا والعديد من البلدان الأخرى. وقد اختارته مجلة الطب السلوكي واحداً من أفضل عشرة كتب في العلوم السلوكية لعام 1980، بينما اعتُبر الكتاب الأول في العلوم السلوكية وفقًا للدليل الموثوق لكتب المساعدة الذاتية (نيويورك: مطبعة جيلفورد، 1994). ويوصي مختصّو الصحة العقلية في الولايات المتحدة بالكتاب عادةً لمرضى الاكتئاب. ضمّنَ توم بَتلر-بودون كتابَه "50 من كلاسيكيات علم النفس" الذي أصدره عام 2006 تعليقاً عن كتاب "الشعور الجيد".

## فوائد العلاج بالقراءة
تشير الأدلة المستقاة من ست دراسات إلى أن قراءة كتاب "الشعور الجيد" كشكل من أشكال العلاج الذاتي كان له تأثيرٌ مفيدٌ كبيرٌ في علاج الاكتئاب. كما تدعم الأدلة المستقاة من إحدى عشرة دراسة العلاجَ بالقراءة بشكل عام، عندما يكون لدى الأشخاص أيضًا إرشادات إضافية. حيث كانت الأدلة محدودة، لأن جميع التجارب المنجزة لم تضم سوى عدد قليل من المشاركين.
ووجدت إحدى هذه الدراسات أنه في كبار السن الذين يعانون من اكتئاب خفيف إلى متوسط، كانت قراءة كتاب "الشعور بالرضا" مع جلسات قصيرة متقطعة لتسجيل الوصول عبر الهاتف علاجًا فعالًا للاكتئاب.
وفي نصها عن العلاج المعرفي، توصي ابنة بيك "جوديث إس بيك" به باعتباره "كتابًا للشخص العادي" لاستخدامه من قبل المرضى الذين يخضعون للعلاج السلوكي المعرفي.

## دليل الشعور الجيد
دليل الشعور بالسعادة، من تأليف ديفيد د. بيرنز أيضًا، يتضمن شرحًا لمبادئ العلاج السلوكي المعرفي، ويشرح بالتفصيل طرق تحسين الحالة المزاجية والعقلية للشخص. ويشرح معنى الحياة من خلال تحديد "التشوهات المعرفية" الشائعة والقضاء عليها، بالإضافة إلى طرق تحسين "مهارات الاتصال". حيث تقدم التمارين في جميع أنحاء الكتاب لمساعدة القارئ في تحديد التشوهات المعرفية واستبدالها بمعتقدات صحية.
نُشرت طبعة منقحة في عام 1999 (ردمك 978-0-452-28132-5).

### الفعالية
كان نهج استخدام العلاج بالقراءة المدعومة حول موضوع العلاج السلوكي المعرفي موضوعًا لتجربة عشوائية محكومة، حيث أعطي المرضى الموجودين على قائمة الانتظار لتلقي المشورة بشأن الاكتئاب نسخة من كتاب مماثل (التغلب على الاكتئاب: نهج من خمس مناطق). حيث انخفض المرضى بشكل كبير بالنسبة لدرجاتهم في اختبارات الاكتئاب مقارنة بالمجموعة الضابطة.
وفي عام 2013، كان الكتاب واحدًا من 30 عنوانًا تمت الموافقة عليها من قبل وكالة القراءة كجزء من مشروع للتوصية بكتب المساعدة الذاتية للأشخاص الذين يعانون من مشاكل الصحة العقلية.